# Bob Carrington
Robert Frederick "Bob" Carrington (Brookline, Massachusetts, 3 de julio de 1953) es un exjugador de baloncesto estadounidense que jugó dos temporadas en la NBA además de hacerlo brevemente en la CBA y en la WBA. Con 1,98 metros de estatura, lo hacía en la posición de alero.

## Trayectoria deportiva

### Universidad
Jugó durante cuatro temporadas con los Eagles del Boston College, en las que promedió 18,4 puntos y 5,7 rebotes por partido. Se graduó siendo el máximo anotador de la historia de los Eagles, con 1.849 puntos, siendo sobrepasado desde entonces solo por cuatro jugadores: Troy Bell, Dana Barros, Bill Curley y Danya Abrams. Lideró al equipo en anotación las tres últimas temporadas.

### Profesional
Fue elegido en la vigésimo octava posición del Draft de la NBA de 1976 por Atlanta Hawks, pero fue despedido poco antes del comienzo de la temporada. Tras pasar un año en blanco, antes del inicio de la temporada 1977-78 ficha como agente libre por New Jersey Nets, donde rinde a un buen nivel, promediando 10,4 puntos y 3,0 rebotes por partido, pero en el mes de enero es traspasado junto con dos futuras segundas rondas del draft a Indiana Pacers, a cambio de John Williamson. En los Pacers contaría con menos minutos de juego, pero aun así promediaría 7,1 puntos y 1,8 rebotes en los 35 partidos que disputó.
Tras ser despedido antes del comienzo de la temporada 1978-79, y tras un breve paso por los Jersey Shore Bullets de la CBA, firmaría por los Tucson Gunners de la efímera liga Western Basketball Association, donde ganaría el campeonato, y sería elegido en el tercer mejor quinteto.
Tras la desaparición de la WBA, en 1979 firmaría como agente libre por los San Diego Clippers, pero solo jugaría die partidos antes de ser despedido, abandonando la práctica del baloncesto.

## Estadísticas de su carrera en la NBA

### Temporada regular
| Temporada | Edad | Equipo             | Liga | P  | TIT | MIN  | TC  | TCA  | %TC  | 3P  | 3PA | %3P  | TL  | TLA | %TL  | R.OF. | R.DEF. | REB | ASIS | ROB | TAP | PER | FP  | PTS  |
| 1977-78   | 24   | TOTAL              | NBA  | 72 |     | 23.0 | 3.5 | 8.2  | .430 |     |     |      | 1.8 | 2.4 | .760 | 1.0   | 1.4    | 2.4 | 1.6  | 0.9 | 0.3 | 1.6 | 2.8 | 8.8  |
| 1977-78   | 24   | New Jersey Nets    | NBA  | 37 |     | 27.9 | 4.2 | 10.6 | .401 |     |     |      | 1.9 | 2.6 | .742 | 1.1   | 1.9    | 3.0 | 1.5  | 1.2 | 0.3 | 1.8 | 3.6 | 10.4 |
| 1977-78   | 24   | Indiana Pacers     | NBA  | 35 |     | 17.7 | 2.7 | 5.6  | .487 |     |     |      | 1.7 | 2.1 | .784 | 0.8   | 1.0    | 1.8 | 1.8  | 0.6 | 0.3 | 1.5 | 2.1 | 7.1  |
| 1979-80   | 26   | San Diego Clippers | NBA  | 10 |     | 13.4 | 1.5 | 3.7  | .405 | 0.0 | 0.2 | .000 | 0.6 | 0.8 | .750 | 0.6   | 0.7    | 1.3 | 0.3  | 0.4 | 0.1 | 0.5 | 1.8 | 3.6  |
| Total     |      |                    | NBA  | 82 |     | 21.8 | 3.3 | 7.6  | .428 | 0.0 | 0.2 | .000 | 1.7 | 2.2 | .760 | 0.9   | 1.4    | 2.3 | 1.5  | 0.8 | 0.3 | 1.5 | 2.7 | 8.2  |

## Vida posterior
Carrington reside hoy en día en Carlsbad (California), donde es el presidente de la compañía B.C. Sports, Inc., una empresa dedicada al equipamiento deportivo.